# Niculești
Niculești is een gemeente (Comuna) in het uiterste zuiden van de provincie Dâmbovița. Niculești ligt in de regio Muntenië, in het zuiden van Roemenië. De gemeente is bereikbaar via D1 Peris of via Buftea/Tancabesti beiden vanuit Boekarest. Deze wegen zijn uitermate slecht en 's nachts en bij regen gevaarlijk. De bebouwing bevindt zich langs 2 parallel lopende wegen met daartussen een groengebied (voorheen moeras).
In 2008 is er een nieuw gemeentehuis gebouwd en is er geïnvesteerd in een nieuwe school. De bestrating was tot 2010 zeer slecht. De gemeente heeft een orthodoxe kerk en sinds 2007 een kerk van de zevendedagsadventisten. Van oorsprong herbergt de gemeente veel criminelen, waarvan echter zich velen in de laatste jaren hebben bekeerd tot het christelijk geloof. Er wordt door huiseigenaren veel geïnvesteerd in hun huizen, hoewel nog geen enkele woning voorzien is van stromend water of riool.
Water wordt onttrokken aan het grondwater met behulp van pompen. Met het milieu wordt zeer onvoorzichtig omgesprongen. Men kent anno 2010 nog geen vuilnisophaaldienst (zoals in omliggende gemeenten wel het geval is), de straten en het veld is de afvalput. Het voorzieningenniveau is laag, bestaande uit vele kleine (soms illegale) winkeltjes voor dagelijkse boodschappen. Aan een enkel winkeltje is een bar verbonden waar men 's avonds of 's nachts -vaak luidruchtig- vertier vindt. Er zijn 2 apotheken en het dorp kreeg in 2009 een eigen postkantoor. Voor de grotere boodschappen de bewoners al snel aangewezen op de voorzieningen in Boekarest, hoewel voor velen niet te betalen. In het dichtbijgelegen Peris zijn wat kleine kledingwinkeltjes en ligt een station van waaruit een goede, snelle verbinding is naar Boekarest. Medische voorzieningen zijn niet aanwezig. Recentelijk (medio 2011) werd het ziekenhuis in het nabijgelegen Peris gesloten. Voor medische verzorging is men nu ook aangewezen op de voorzieningen in Boekarest.
Deze gemeente is bovengemiddeld getroffen door de gevolgen van de financiële crisis. Waar veelal bouwvakkers hun brood verdienden in Boekarest, zijn anno 2010/2011 veel bouwprojecten stilgelegd. Het ontbreken van sociale vangnetten als in andere Europese landen, heeft desastreuze gevolgen voor de inwoners van Niculești en de ontwikkeling van de gemeente.
Aninoasa · Băleni · Bărbulețu · Bezdead · Bilciurești · Brănești · Braniștea · Brezoaele · Buciumeni · Bucșani · Butimanu · Cândești · Ciocănești · Cobia · Cojasca · Comișani · Conțești · Corbii Mari · Cornățelu · Cornești · Costeștii din Vale · Crângurile · Crevedia · Dărmănești · Dobra · Doicești · Dragodana · Dragomirești · Finta · Glodeni · Gura Foii · Gura Ocniței · Gura Șuții · Hulubești · I. L. Caragiale · Iedera · Lucieni · Ludești · Lungulețu · Malu cu Flori · Mănești · Mătăsaru · Mogoșani · Moroeni · Morteni · Moțăieni · Niculești · Nucet · Ocnița · Odobești · Petrești · Pietroșița · Poiana · Potlogi · Produlești · Pucheni · Răcari · Răzvad · Runcu · Sălcioara · Șelaru · Slobozia Moară · Șotânga · Tărtășești · Tătărani · Uliești · Ulmi · Văcărești · Valea Lungă · Valea Mare · Văleni-Dâmbovița · Vârfuri · Vișina · Vișinești · Voinești · Vulcana-Băi